# Tagula
Tagula – wieś w Estonii, prowincji Valga, w gminie Tõlliste.